# Classe Helgoland
La classe Helgoland fu la seconda classe di navi del tipo dreadnought costruite in Germania fra il 1908 ed il 1912, era formata da quattro navi: la SMS Helgoland, capoclasse; la SMS Oldenburg; la SMS Ostfriesland; e la SMS Thüringen. Il progetto integrava importanti miglioramenti rispetto alla classe precedente, la Classe Nassau; aveva le batterie principali di maggior calibro, da 305 mm (12,0 pollici), invece dei 280 mm (11 pollici) della classe precedente, ed un apparato propulsore migliorato. Le navi della classe Helgoland erano facilmente distinguibili da quelle della classe Nassau per i tre fumaioli ravvicinati rispetto a due più grandi e distanti; mantenevano, però, la peculiare disposizione in esagono delle torrette della classe Nassau.
Le navi della classe formarono un'unità distinta della Hochseeflotte, la I.Division del I.Geschwader (Iª divisione della Iª squadra da battaglia) insieme alle Nassau che formavano la II.Division. Servirono in combattimento durante la prima guerra mondiale, compresa la battaglia dello Jutland nel Mare del Nord e la battaglia del golfo di Riga nel Mar Baltico. Tutte e quattro sopravvissero alla guerra, ma non fecero parte della flotta tedesca che fu condotta a Scapa Flow. Quando le navi tedesche a Scapa Flow si autoaffondarono, le quattro navi della classe Helgoland furono cedute come indennità di guerra alle potenze alleate vincitrici. La Ostfriesland fu presa dalla marina statunitense e distrutta durante la dimostrazione delle possibilità dell'arma aerea da parte da Billy Mitchell nel luglio 1921. La Helgoland e la Oldenburg furono assegnate rispettivamente alla Gran Bretagna ed al Giappone, e demolite nel 1921. La Thüringen fu consegnata alla Francia nel 1920, e fu usata come nave bersaglio dalla marina francese. La nave fu successivamente demolita tra il 1923 ed il 1933.

## Progetto
La Triplice Intesa tra la Gran Bretagna, la Francia, e la Russia era stata ratificata nel 1907. La Germania era rimasta isolata nel sistema delle alleanze europee, ad occidente dalla Francia ad oriente dalla Russia, e la marina inglese era in grado di bloccare i porti nel Mare del Nord tagliando le vie del commercio internazionale con la Germania. L'ammiraglio von Tirpitz reagì a questa situazione con la richiesta di nuove e più potenti navi da battaglia. Così esprimeva il suo pensiero, "L'obiettivo che dovevo tenere in mente ... per ragioni tecniche ed organizzative come anche per ragioni di politica finanziaria era di costruire più rapidamente possibile." Il suo appello fu concretizzato nel secondo emendamento alla legge navale tedesca che fu approvato il 27 marzo 1908.
Si svolse un ampio dibattito sulle caratteristiche che avrebbe dovuto integrare la seconda classe di navi da battaglia tedesche tipo dreadnought rispetto a quella precedente, le Nassau. Nel maggio 1906, il Reichsmarineamt (RMA, il dipartimento della marina imperiale) ricevette l'informazione che la marina britannica stava costruendo delle navi da battaglia armate con cannoni da 13,5 pollici (340 mm). Di conseguenza il Reichsmarineamt richiese, nelle nuove costruzioni, l'aumento del calibro dei cannoni da 280  mm a 305 mm. L'ammiraglio von Tirpitz, allora ministro della marina tedesco, era contrario per timore di provocare la corsa al riarmo navale con la Gran Bretagna.

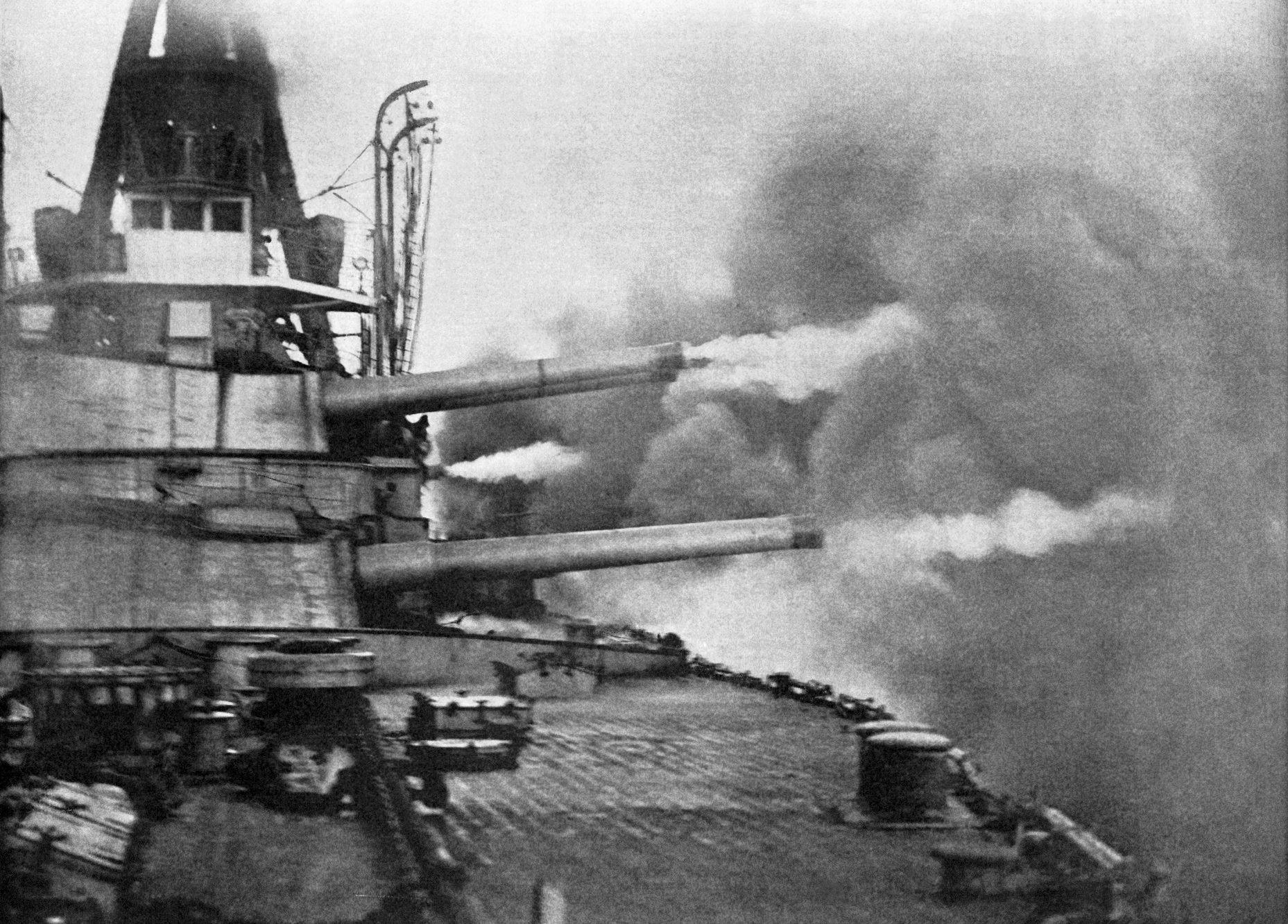
La nave da battaglia Minas Geraes fa fuoco con le sue torrette sovrapposte.

Le riserve di von Tirpitz caddero quando all'inizio del 1907 fu noto che le nuove navi da battaglia della United States Navy avrebbero montato cannoni da 305 m. Nel marzo 1907, von Tirpitz ordino al dipartimento delle costruzioni della marina di preparare un progetto per navi dotate di cannoni da 305 mm e corazze di murata da 320 mm. Rimasero ancora delle controversie sulla sistemazione delle batterie principali. Le due navi della classe Minas Geraes che erano in costruzione in Inghilterra per conto del Brasile erano dotate dello stesso numero di cannoni, ma con una sistemazione più efficiente in termini di potenza di fuoco. A prua ed a poppa le torrette erano installate sovrapposte, e le due centrali erano disassate e sfalsate. L'ammiraglio von Tirpitz era favorevole a questa configurazione per la nuova classe Helgoland, ma il dipartimento delle costruzioni riteneva che le torrette sovrapposte potessero essere facilmente messe fuori uso da un solo colpo. Di conseguenza, la configurazione ad esagono della disposizione delle torrette della classe Nassau fu mantenuta.
La nuova legge navale del 1908 stabilì che la vita operativa delle grandi navi da battaglia fosse ridotta da 25 anni a 20 anni; in modo da forzare il Reichstag a stanziare più fondi per la marina. La riduzione rese necessaria la sostituzione delle navi da difesa costiera delle classi Siegfried e Oldenburg e della navi da battaglia della classe Brandenburg. Von Tripiz non era riuscito con il primo emendamento alla legge navale del 1906 ad ottenere i fondi per nuove navi da battaglia; la nuova legge navale del 1908, fece approvare al Reichstag i fondi necessari a cui si aggiunse un altro miliardo di marchi per il bilancio della Marina. Dopo che le quattro fregate corazzate della classe classe Sachsen furono sostituite dalla classe Nassau, le quattro navi da difesa costiera, le tre della classe Siegfried- la SMS Beowulf, la SMS Frithjof—insieme alla SMS Oldenburg erano le prossime che dovevano essere rimpiazzate. Così navi della classe Helgoland-SMS Helgoland, SMS Ostfriesland, SMS Thüringen e SMS Oldenburg—furono ordinate sotto la denominazione provvisoria di Ersatz Siegfried, Ersatz Oldenburg, Ersatz Beowulf, ed Ersatz Frithjof, rispettivamente.

### Caratteristiche Generali
Le navi della classe Helgoland erano più lunghe di 20 m della classe precedente raggiungendo i 167,2 m fuori tutto. Il baglio massimo era di 28,5 m ed il pescaggio massimo era 8,94 m. Conseguentemente anche il dislocamento era superiore a quello della classe Nassau; Le navi della classe Helgoland dislocavano 22.808 t per raggiungere le 24.700 t a pieno carico, quasi 4.000 t in più della classe precedente. Le navi erano dotate di 17 compartimenti stagni ed una doppia carena su l'86% della lunghezza dello scafo.
La nuova classe migliorava grandemente le prestazioni della classe Nassau dal punto di vista della maneggevolezza e della tenuta al mare. Le navi della classe Helgoland tenevano il mare molto meglio e non erano soggette al pesante rollio rilevato sulle Nassau. Erano pronte a rispondere ai comandi dei due timoni gemelli semicompensati ed avevano un ridotto raggio di virata, inoltre la perdita di velocità in virata era minima, solo fino al 54% di perdita d'abbrivio a tutto timone, con uno sbandamento fino al 7°. A paragone, le precedenti Nassau perdevano, sotto tutto timone, fino al 70% in velocità e sbandavano di 12°.

### Impianti
Le navi della classe Helgoland mantenevano i motori alternativi a vapore a tripla espansione invece di adottare le turbine a vapore delle coeve navi della Royal Navy. Questa decisione era dettata da motivi esclusivamente finanziari: all'epoca, la ditta Parsons deteneva il monopolio sulle turbine a vapore e richiedeva 1 milione di Gold Mark in diritti per ogni turbina installata. Le navi montavano tre motori a quattro cilindri, uno per ogni asse, ognuno in una sala motori separata. Ogni asse azionava un'elica quadripala avente diametro di 5,1 m. Il vapore era fornito da 15 caldaie a tubi d'acqua dotate di doppia fornace. I motori erano progettati per una potenza indicata di 28.000 hp (20.880 kW) con una velocità massima di progetto di 20,5 nodi (38,0 km/h). Nelle prove in mare i motori svilupparono una potenza di 35.500 hp, per una velocità di 21,3 nodi. La capacità di carico del carbone era di 3.200 t, successivamente furono modificate per trasportare anche 197 t di nafta che veniva spruzzata sul carbone per migliorarne il potere calorifico. L'autonomia massima era di 5.500 miglia (10.190 km) ad una velocità di crociera di 10 nodi (18,5 km/h). La potenza elettrica agli impianti era fornita da otto turbogeneratori a vapore che producevano 2.000 kW (a 225 V).

### Armamento

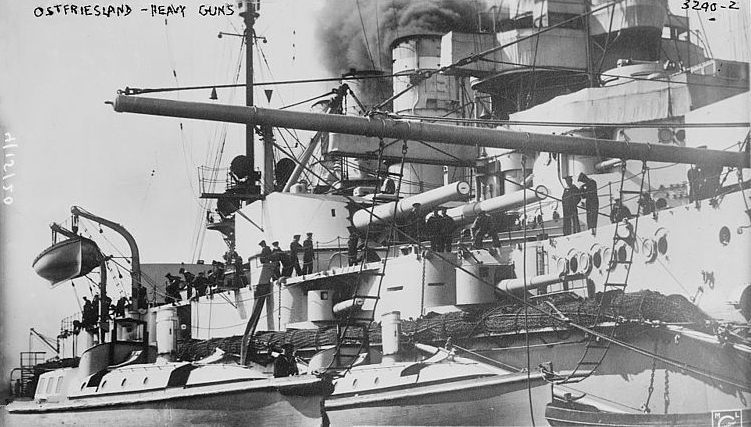
Torretta di destra dell'Ostfriesland

Come la classe Nassau che la precedette, le navi della classe Helgoland avevano la disposizione delle torrette in una particolare configurazione esagonale. I dodici cannoni 30,5 cm SK L/50 erano installati su affusti Drh LC/1908 aventi l'elevatore delle munizioni allungato, versione migliorata dei LC/1907 e LC/1906 utilizzati nella classe Nassau. I cannoni erano sistemati i sei torrette binate, una a prua ed una a poppa e due su ogni bordo. Al varo gli affusti consentivano una elevazione tra −8° e 13,5°, successivamente vennero modificati per ottenere −5.5° e 16° di elevazione. I cannoni erano in grado di sparare proietti da 405 kg alla velocità alla volata di 855 m/s; con una elevazione di 13,5°, permetteva una gittata di 18.700 m, con l'aumento di elevazione a 16°, la gittata fu portata 20.500 m. Le navi trasportavano 1.020 proietti, 85 per cannone.
Le batterie secondarie erano costituite da quattordici cannoni 15 cm SK L/45 da 150 mm a tiro rapido montati in casematte. I proietti 45,3 kg venivano accelerati ad una velocità alla volata di 840 m/s. L'elevazione massima era di 19°, corrispondente ad una gittata di 14.950 m. Le navi erano dotate anche di sedici 8,8 cm SK L/45 da 88 mm a tiro rapido, montati in casamatta. Questi cannoni sparavano proietti del peso di 10 kg a 650 m/s, con un'elevazione massima di 25° per una gittata massima di 9.600 m. Dopo il 1914, due cannoni 8,8 cm furono rimossi e e sostituiti da due 8,8 cm Flak in funzione antiaerea, e tra il 1916 ed il 1917, i rimanenti dodici cannoni furono rimossi. I cannoni 8,8 cm Flak utilizzavano un proietto più leggero, 9,6 kg a 770 m/s. Potevano essere elevati fino a 45° ed avevano una gittata utile di 11.800 m. Le navi della classe Helgoland erano anche dotate di sei tubi lanciasiluri da 500 mm posti sotto la linea di galleggiamento, uno a prua uno a poppa e gli altri quattro su i due lati di bordata ai lati della controcarena antisiluro.

### Protezione
Le Helgoland erano protette da una corazzatura di acciaio cementato Krupp, con la stessa disposizione delle Nassau. La principale differenza era un leggero aumento dello spessore della corazza delle batterie principali e secondarie insieme a un pesante rinforzo della corazza del tetto della torre di comando di prua. La protezione di murata era di 300 mm a centronave a protezione delle parti vitali della nave, e scendeva a 80 mm verso le due estremità della nave. Dietro la corazza di murata era presente una controcarena antisiluro spessa 30 mm. I ponti delle navi erano corazzati, tra i 55 mm e 8 mm. La torre di comando era protetta, sul tetto, da 200 mm e sui lati da 400 mm. La torre di comando posteriore era meno protetta: 50 mm il tetto e 200 mm sui lati. Le torrette avevano il tetto spesso 100 mm, e 300 mm sui lati. La casamatta delle batterie secondarie erano spesse 170 mm, e lo scudo dei cannoni era spesso 80 mm. Le navi erano dotate anche di reti antisiluro ma furono rimosse nel 1916.

## Costruzione

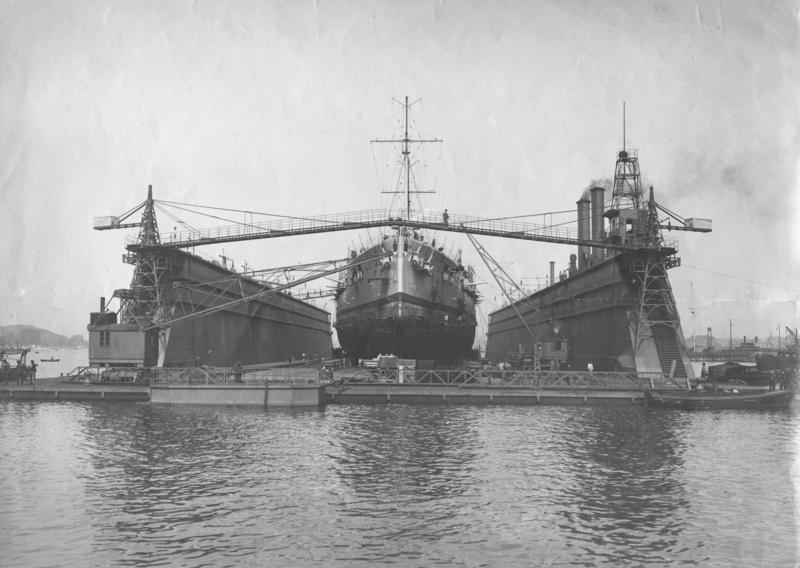
La Helgoland in un bacino di carenaggio galleggiante

Quattro navi della classe furono ordinate come Ersatz Siegfried (Helgoland), Ersatz Oldenburg (Ostfriesland), Ersatz Beowulf (Thüringen), ed Ersatz Frithjof (Oldenburg), in sostituzione delle tre navi da difesa costiera della classe Siegfried-class, e la singola nave da difesa costiera SMS Oldenburg. La SMS Helgoland fu costruita presso i cantieri navali Howaldtswerke di Kiel. Fu impostata il 24 dicembre 1908, varata il 25 agosto 1909, ed entrò in servizio quasi due anni dopo, il 23 agosto 1911.
La SMS Ostfriesland fu costruita dai cantieri navali Kaiserliche Werft di Wilhelmshaven. Fu impostata in cantiere il 19 ottobre 1908, e varata cinque giorni dopo la Helgoland, il 30 agosto 1909, ed entrò il servizio il primo agosto 1911. La SMS Thüringen fu costruita dai cantieri AG Weser di Brema. Impostata il 7 novembre 1908, varata il 27 novembre 1909, ed in servizio per il 10 settembre 1911. La SMS Oldenburg, l'ultima nave della classe, fu commissionata ai cantieri Schichau di Danzica; fu impostata il 1º marzo 1909, varata il 30 giugno 1910, ed entrò in servizio il 1º maggio 1912.

## Servizio
Le navi della classe Helgoland servirono come una unità della Hochseeflotte; formarono la I. Division del I. Geschwader (prima divisione della prima squadra da battaglia) che partecipò alle operazioni della flotta tedesca nel Mare del Nord, compresa la sortita del 31 maggio 1916 che portò alla Battaglia dello Jutland. Le navi operarono limitatamente anche nel Mar Baltico, principalmente nella Battaglia del Golfo di Riga nell'agosto 1915.

### Il bombardamento di Scarborough, Hartlepool e Whitby

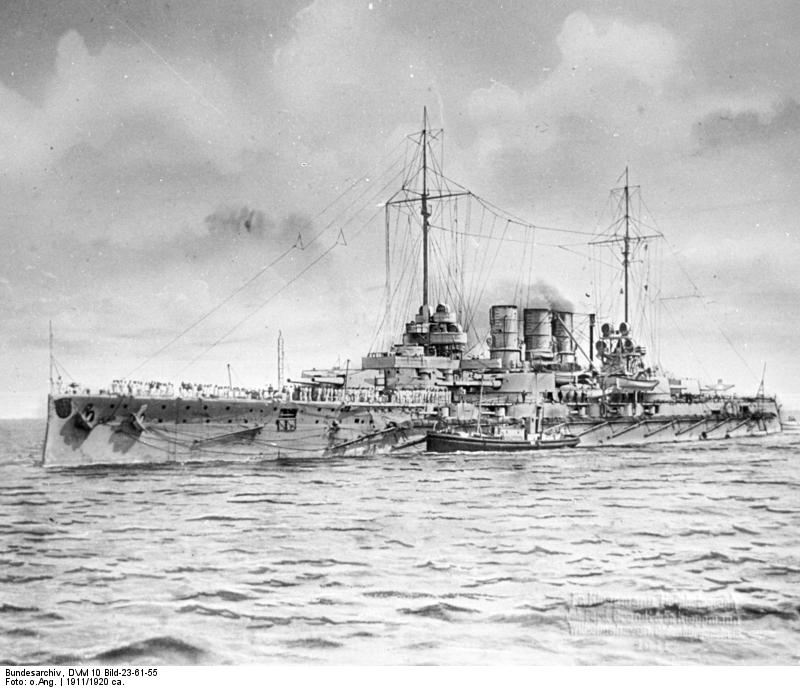
Un'illustrazione della SMS Ostfriesland nel 1911

La prima operazione navale a cui parteciparono le navi della classe Helgoland fu il bombardamento navale di Scarborough, Hartlepool e Whitby il 15–16 dicembre 1914. L'azione fu condotta principalmente dagli incrociatori da battaglia del I.Aufklärungsgruppe (primo gruppo da ricognizione). Le navi della classe Helgoland, insieme a quelle della classe König, Nassau e Kaiser, incrociarono a distanza in supporto agli incrociatori di Franz von Hipper. Friedrich von Ingenohl, il comandante della Hochseeflotte, decise di incrociare al centro del Mare del Nord, circa 130 miglia ad est di Scarborough.
La Marina britannica, che era recentemente venuta in possesso del libro dei codici di trasmissione tedeschi, recuperato dall'incrociatore Magdeburg, era a conoscenza dell'operazione, ma non aveva certezze sugli obiettivi. L'Ammiragliato ordinò comunque ai quattro incrociatori da battaglia del viceammiraglio Beatty, scortati dal 3rd Cruiser Squadron (terza squadra incrociatori) e dal 1st Light Cruiser Squadron (prima squadra incrociatori leggeri), insieme al 2nd Battle Squadron (seconda squadra da battaglia) composta da sei navi da battaglia, di tendere un'imboscata alla squadra di Hipper. Invece, la task force di Beatty rischiò di scontrarsi con l'intera Hochseeflotte. Alle 6:20, i cacciatorpediniere in esplorazione di Beatty vennero in contatto con la torpediniera tedesca V155. Ne segurono due ore di una confusa battaglia fra i cacciatorpediniere britannici e gli incrociatori tedeschi, spesso a distanza ravvicinata. Al momento del primo contatto, le navi della classe Helgoland erano a meno di 10 miglia dalle sei navi da battaglia britanniche; quindi ben all'interno della portata di tiro tedesca, ma nell'oscurità, né i comandanti britannici né quelli tedeschi si resero conto delle rispettive forze e della loro posizione. L'ammiraglio Ingenohl, era riluttante a dover disobbedire all'ordine del Kaiser di non rischiare la flotta senza la sua diretta approvazione, concluse che si stava confrontando con le avanguardie dell'intera Grand Fleet, e 10 minuti dopo il primo contatto, ordinò di virare a sinistra verso Sud-est. I continui scontri rallentarono la virata ma, per le 6:42, fu completata. Per circa 40 minuti, le due flotte percorsero rotte parallele. Alle 7:20, Ingenohl ordinò un'ulteriore virata a sinistra che portò la flotta in direzione delle acque tedesche.
Molti esponenti della marina tedesca erano irritati dall'inazione di Ingenohl, e la sua reputazione ne fu rovinata. Il Großadmiral Alfred von Tirpitz osservo che "Il 16 dicembre, Ingenohl aveva il destino della Germania nelle sue mani. Ribollo di rabbia ogni volta che torno a pensarci." Il comandante dell'incrociatore da battaglia SMS Moltke fu ancora più duro; affermò che Ingenohl si era ritirato "perché era impaurito da undici cacciatorpediniere britannici che potevano essere facilmente eliminati ... Sotto l'attuale comando non riusciremo ad ottenere niente."
Le navi della classe Helgoland fecero parte della flotta in supporto agli incrociatori da battaglia tedeschi durante la Battaglia del Dogger Bank, ma non parteciparono all'azione.

### Battaglia del golfo di Riga
Il 31 agosto 1915, molte unità della flotta tedesca furono trasferite nel Mar Baltico per partecipare ad un'incursione nel golfo di Riga. L'obiettivo era distruggere le forze navali russe nel golfo, comprendenti la corazzata pre-dreadnought Slava, e, con il posamine Deutschland, bloccare l'entrata dello stretto di Irben (accesso meridionale al Golfo di Riga) con un campo di mine. Le navi tedesche, guidate da il vice-ammiraglio Hipper, consistevano nelle quattro navi da battaglia della classe Nassau, quattro navi da battaglia della classe Helgoland, e i tre incrociatori da battaglia Moltke, Von der Tann, e Seydlitz, oltre ad al naviglio minore di scorta Le quattro navi della classe Helgoland non parteciparono direttamente all'azione. Per tutta la durata delle operazioni, le navi incrociarono fuori dal golfo per impedire alle unità russe di interferire con la posa dei campi minati.
I campi minati posati dalla marina russa erano più estesi di quanto previsto dai tedeschi, e la loro bonifica richiese più tempo del previsto. A questo ritardo si aggiunse la strenua resistenza della marina russa; Il Deutschland non fu in grado di posare le sue mine. Segnalazioni dell'attività dei sottomarini alleati nel Golfo, condussero la flotta a ritirarsi il 20 agosto. Infatti la Moltke era stata silurata il giorno prima dal sommergibile britannico HMS E1, riportando danni limitati

### Battaglia dello Jutland
Le navi parteciparono alla battaglia dello Jutland del 31 maggio e primo giugno 1916. Per la maggior parte della durata dello scontro navale, il I. Geschwader costituirono il centro della linea da battaglia tedesca, dietro le navi del III. Geschwader del contrammiraglio Behncke, e seguite dalle più vecchie pre-dreadnought del II Geschwader comandate dal contrammiraglio Mauve. La Ostfriesland era l'ammiraglia di squadra, al comando del viceammiraglio E. Schmidt.

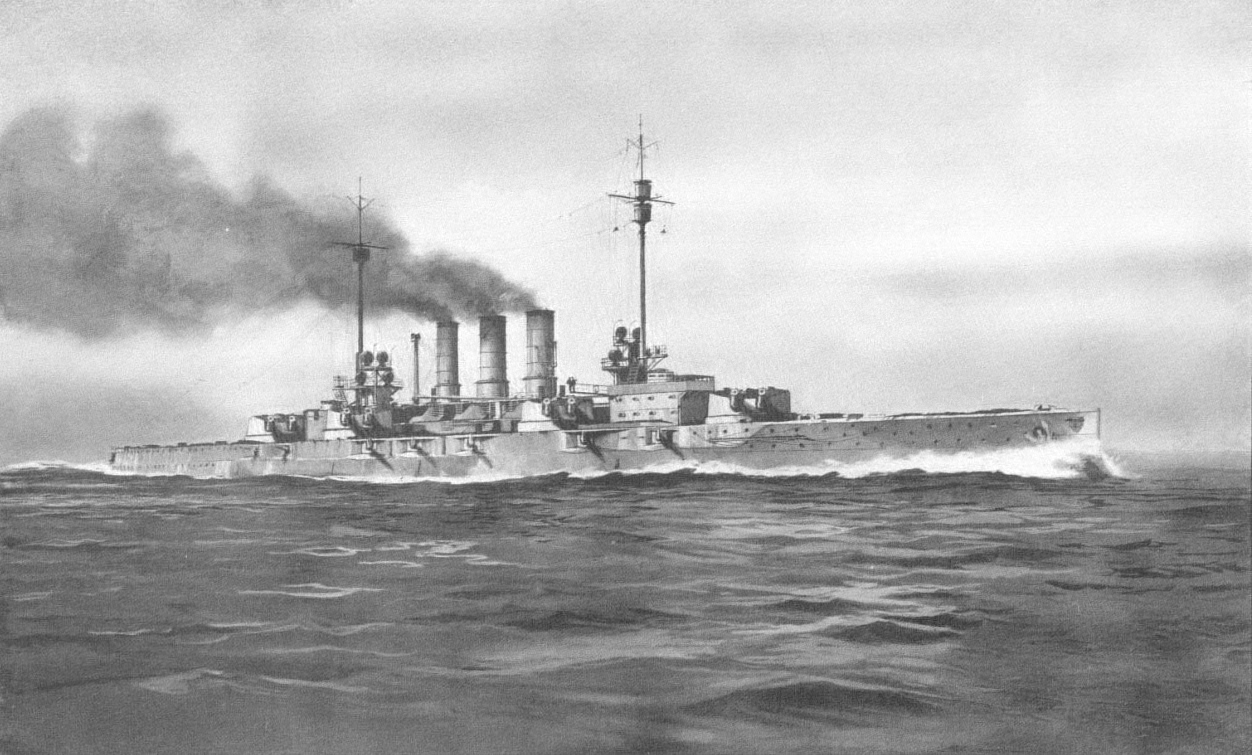
Una illustrazione della Helgoland con le batterie volte a dritta.

Le navi della classe Helgoland iniziarono il duello di artiglieria con il nemico per le 19:20 del primo giorno della battaglia. La Ostfriesland, l'Helgoland, e la Thüringen iniziarono a tirare sulla HMS Warspite, che, insieme alle altre navi della classe Queen Elizabeth del 5th Battle squadron (5ª squadra da battaglia), aveva inseguito la squadra degli incrociatori da battaglia tedeschi. Con l'eccezione della Ostfriesland, il fuoco fu sostenuto per soli quattro minuti, poiché la linea da battaglia tedesca accostò verso est-nordest. La Thüringen e la Helgoland spararono solo 20 colpi dalle batterie principali prima di perdere contatto con i loro bersagli. La Ostfriesland, tuttavia, fu in grado di mantenere inquadrato il bersaglio fino alle 19:45, quando, anche i suoi ufficiali di tiro persero la visuale sul bersaglio. Alle 20:15, durante il terzo Gefechtskehrtwendung, la Helgoland fu colpita da un proietto da 381 mm (15 pollici) a prua che aprì uno squarcio di 6,1 m (20 piedi) nello scafo e scagliò una pioggia di schegge contro il primo, da prua, cannone da 150 mm di dritta; circa 80 t d'acqua penetrarono nello scafo. Attorno alla mezzanotte del primo giugno, le navi della classe Helgoland e Nassau al centro della linea di battaglia entrarono in contatto con la 4th Destroyer Flotilla (quarta squadra cacciatorpediniere) britannica. Ne seguì una caotica battaglia notturna, durante la quale la SMS Nassau speronò il cacciatorpediniere HMS Spitfire. La 4th Flotilla si disimpegnò momentaneamente per riorganizzarsi, ma, attorno alle 01:00, tornò accidentalmente in contatto con le navi da battaglia tedesche. La Oldenburg e l'Helgoland aprirono il fuoco contro i caccia britannici sopraggiungenti, ma un proietto nemico distrusse il riflettore di prua dell' Oldenburg. Le schegge investirono il ponte e ferirono il comandante della nave, Kapitän Hopfner, ed uccisero il suo secondo, il Kapitänleutnant Rabius, insieme ad altri presenti sul ponte di comando, compreso il timoniere. La Oldenburg rimase temporaneamente senza governo ed rischiava di collidere con le navi della fila che la seguivano e precedevano. Il Kapitän Hopfner, nonostante le sue gravi ferite, riuscì a raggiungere il timone ed a riportare la nave in linea con le altre.
Poco dopo le 01:00, la Thüringen e la Nassau incrociarono l'incrociatore corazzato HMS Black Prince. la Thüringen aprì il fuoco per prima devastando il Black Prince con 27 proietti da 305 mm e 24 da 150 mm. La Nassau e la Ostfriesland si unirono al fuoco, seguite dalla SMS Friedrich der Grosse.
(V. E. Tarrant, Jutland: The German Perspective)
A questo punto, la 4th Destroyer Flotilla era stata annientata quasi completamente. le poche navi rimanenti, gravemente danneggiate, si dispersero e non presero più parte alla battaglia.
Al ritorno in acque tedesche, la Helgoland e la Thüringen, insieme alle navi della classe Nassau, SMS Nassau, SMS Posen e SMS Westfalen, rimasero a difesa dell'estuario dello Jade per la notte. Durante la battaglia, le navi della classe subirono solo lievi danni. L'Helgoland fu colpita da un solo proietto da 381 mm, che però fece danni limitati. L'Oldenburg fu colpita da un colpo di una batteria secondaria che uccise 8 uomini e ne ferì 14. L'Ostfriesland e la Thüringen uscirono dallo scontro illese, ma mentre ritornava in acque tedesche, la Ostfriesland urtò una mina e dovette essere riparata a Wilhelmshaven.

### Dopoguerra

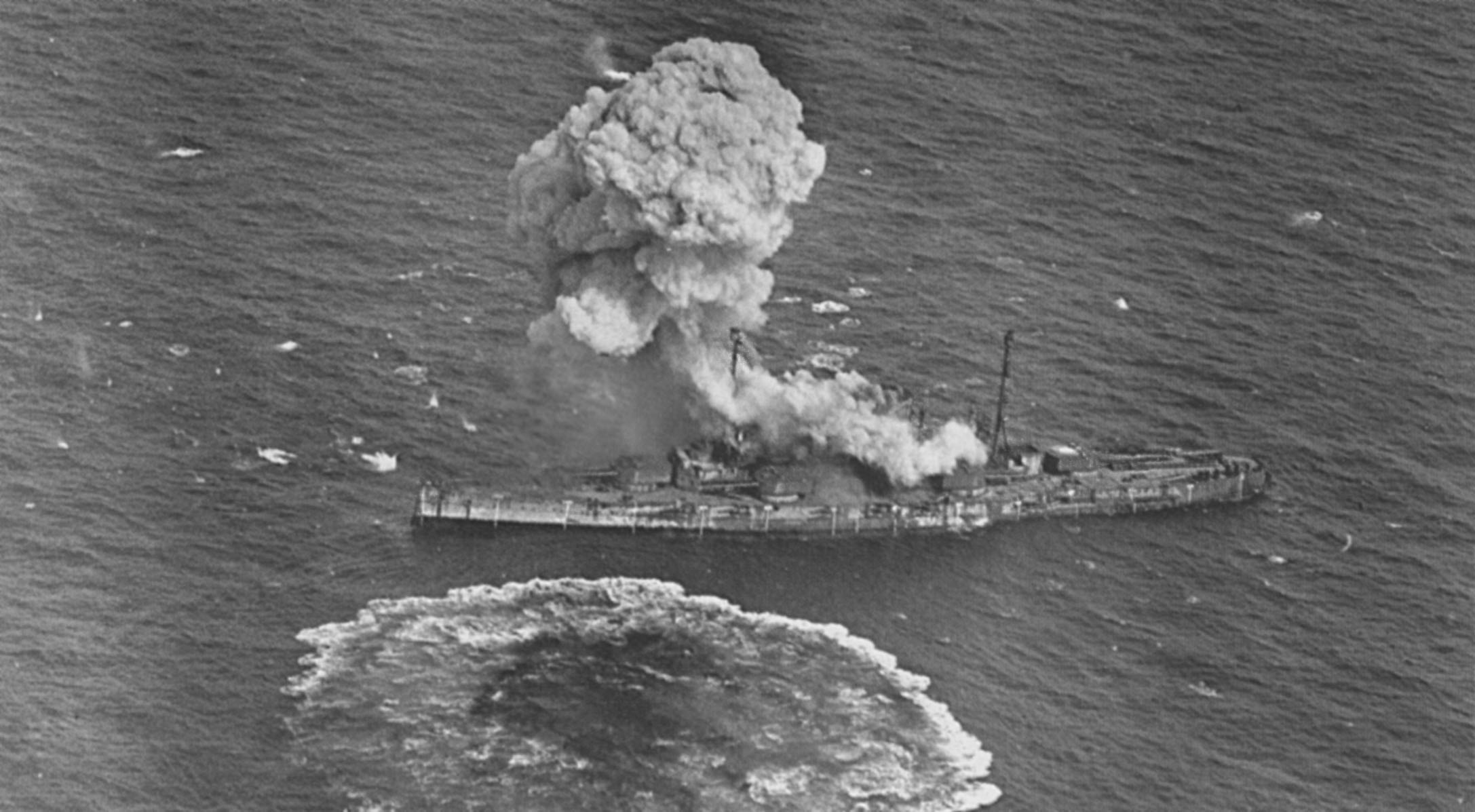
La Ostfriesland brucia dopo essere stata colpita durante i test di bombardamento aereo del luglio 1921

Le navi della classe non videro ulteriori azioni degne di nota durante la guerra, e vennero cedute agli Alleati secondo le disposizioni del Trattato di Versailles. Tutte e quattro le navi furono rimosse dal servizio nella marina tedesca il 5 novembre 1919. La Helgoland fu requisita dai britannici e venduta per il recupero dei metalli nel 1921 presso Morecambe. La sua polena fu conservata ed infine restituita alla Germania; è visibile presso il museo militare di Dresda. La Oldenburg fu ceduta al Giappone, che però non ne prese possesso e la vendette ad una ditta britannica di recupero che la demolì presso Dordrecht nel 1921. La Thüringen fu acquisita dalla Francia; la nave fu quasi affondata dal suo equipaggio mentre era in viaggio verso Cherbourg nel 1920. Fu usata come bersaglio fino a quando non fu arenata, nel 1923, di fronte a Gâvres e demolita in situ, ma una grossa parte dello scafo rimase in mare.
La Ostfriesland fu ceduta alla US Navy, e fu utilizzata come bersaglio statico durante una dimostrazione di bombardamento aereo, condotta da Billy Mitchell il 21 luglio 1921 al largo di Cape Henry in Virginia. La nave affondò alle 12:40 dopo aver ricevuto una serie di colpi diretti e ravvicinati. Tuttavia, avrebbe potuto evitare parte delle bombe se fosse stata in navigazione, ed in caso di colpi ricevuti, le squadre di emergenza e riparazione avrebbero potuto mantenerla in navigazione.

### Riferimenti
1. 1 2  Gröner, pp. 23-24.
2. 1 2 3 4  Gardiner & Gray, p. 146.
3. 1 2 3 4  Gröner, p. 25.
4. 1 2 3  Gardiner & Gray, p. 135.
5. ↑  Staff 2010, p. 33.
6. 1 2  Staff 2010, p. 34.
7. ↑  Staff 2010, pp. 34-35.
8. 1 2 3 4 5 6  Gröner, p. 24.
9. 1 2  Gröner, p. 23.
10. ↑  Staff 2010, p. 35.
11. 1 2 3  Gardiner & Gray, p. 140.
12. ↑  Gröner, pp. 24-25.
13. 1 2  Tarrant, p. 31.
14. ↑  Tarrant, p. 32.
15. ↑  Tarrant, p. 33.
16. 1 2  Tarrant, p. 35.
17. 1 2 3 4  Hore, p. 68.
18. ↑  Halpern, p. 196.
19. ↑  Halpern, p. 197.
20. ↑  Halpern, pp. 197-198.
21. ↑  Staff 2006, p. 15.
22. ↑  Tarrant, p. 286.
23. ↑  Tarrant, p. 142.
24. ↑  Tarrant, pp. 142-143.
25. ↑  Tarrant, p. 143.
26. ↑  Tarrant, pp. 173, 175.
27. ↑  Tarrant, p. 222.
28. ↑  Tarrant, p. 223.
29. 1 2  Tarrant, p. 225.
30. ↑  Tarrant, pp. 225-226.
31. 1 2  Tarrant, p. 263.